# Cherrywood

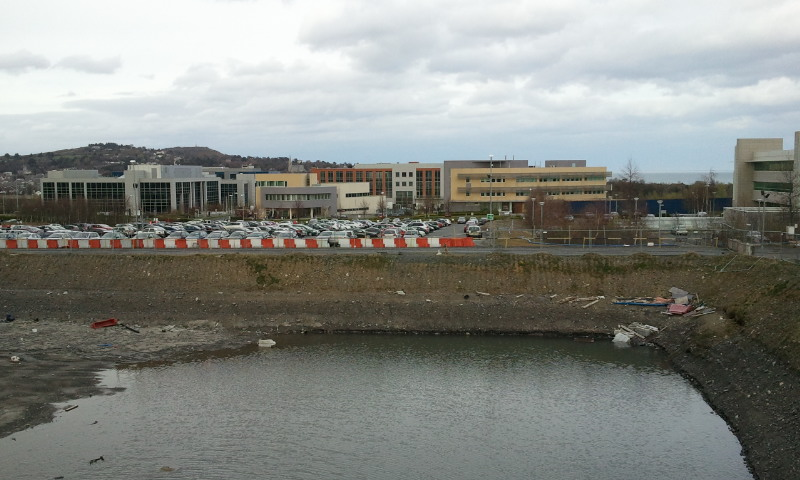
Cherrywood Business Park
(gezien vanaf Luas halte Brides Glen)

Cherrywood (in Iers: Coill na Silíní) is een van de nieuwste wijken van Dublin. Cherrywood ligt in het zuidoosten van de stad en is onderdeel van Loughlinstown. Bestuurlijk valt het onder het county Dun Laoghaire-Rathdown. In 2011 is de wijk slechts deels gerealiseerd, maar alle bouwprojecten liggen stil als gevolg van de kredietcrisis.
Cherrywood bestaat uit een woonwijk met appartements-complexen en een business park met kantoorruimte.

## Locatie
Cherrywood ligt ingeklemd tussen de rondweg M50 en de nationale primaire weg N11 op ongeveer 1 kilometer van het startpunt van de M11. Dwars door de wijk loopt de verbindingsweg R118 die vanaf de M50 via de N11 doorloopt tot aan de kust van de Ierse Zee. De kustplaat Bray en de (veerboot) haven Dún Laoghaire liggen direct ten oosten van Cherrywood.

## Geschiedenis
Cherrywood wordt ontwikkeld rond het aldaar gelegen business park als onderdeel van het Cherrywood-Carrikmines Local Area Plan. Dit deelplan is weer onderdeel van het County Developmentplan uit 2004. Een van de eerste delen van het Business Park is de vestiging van Dell die rond de eeuwwisseling naar de Cherrywood Technology Campus verhuisden toen hun locatie in het nabijgelegen Bray te klein werd.
Door het instorten van de vastgoedmarkt tijdens de start van de kredietcrisis van 2007 liggen alle bouwprojecten in Cherrywood stil. Veel projectontwikkelaars die nieuwe kantoren aan het bouwen waren zijn in financiële problemen gekomen of zelfs failliet gegaan en veel van de leningen die door Ierse banken aan deze ontwikkelaars zijn verstrekt zijn inmiddels overgenomen door het National Asset Management Agency.

## Luas

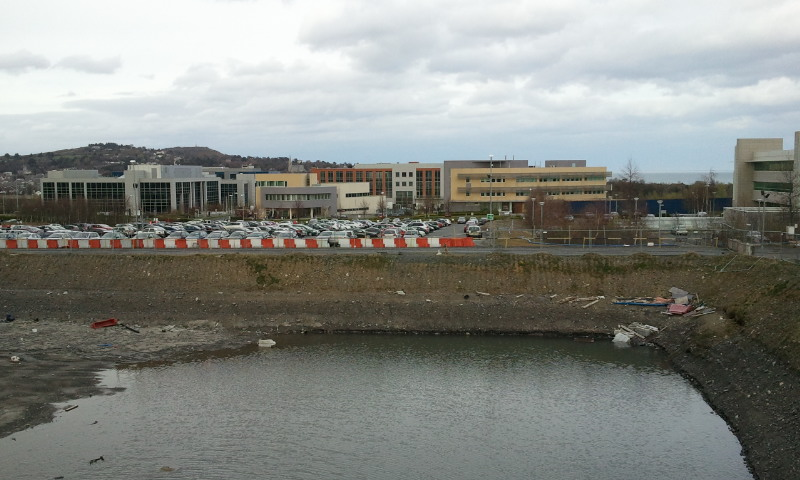
Bouwput van de Park&Ride gezien van Brides Glen halte

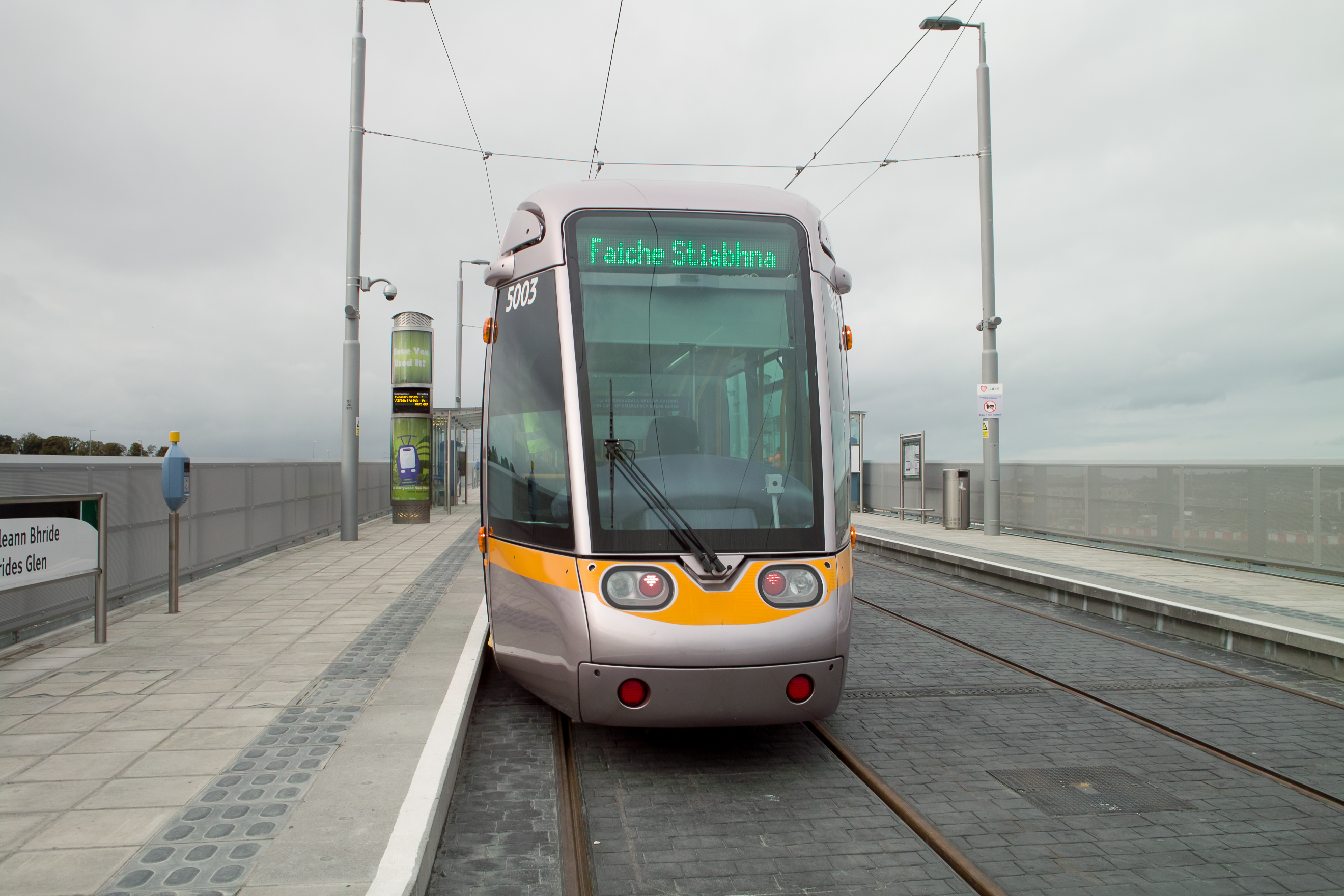
Voorlopige eindhalte Bride's Glen in Cherrywood.

De Luas Green Line liep oorspronkelijk vanaf het stadscentrum (St. Stephen's Green) tot aan de zakencentra Stillorgan en Sandyford, alwaar de remise en werkplaats van de trams voor de Green Line zijn. Er zijn vervolgens twee uitbreidings-plannen ontwikkeld voor de Green Line: Luas B1 of Luas Cherrywood welke de lijn verlengde tot aan Cherrywood en daarna Luas B2 of Luas Bray die na oplevering van Luas B1 de tramlijn verder zou verlengen tot aan Bray en Fassaroe.
Het eerste project, B1, voorzag in 7,5 kilometer spoor en negen extra tramhaltes met als eindpunt de halte Brides Glenn is het Cherrywood Business Park. De eerste plannen werden in 2005 ontwikkeld en in 2007 werd begonnen met de bouw van de uitbreiding. Op 16 oktober 2010 is het Luas B1 project opgeleverd en is deze uitbreiding overgegaan in de fase 6 Daily Operations. Mede als gevolg van de genoemde kredietcrisis en het instorten van de vastgoedmarkt zijn twee van de geplande haltes niet in gebruik genomen en rijdt de tram langs deze haltes zonder te stoppen: Racecourse en Brenanstown
Ook de bouw van een grote parkeergarage als Park & Ride faciliteit bij de eindhalte Brides Glenn is stilgelegd. De aanwezige parkeerplekken rond de halte zijn gereserveerd voor de bewoners en bedrijven in Cherrywood en 'foutparkeerders' lopen het risico te worden weggestuurd of een wielklem te krijgen
De verdere doortrekking tot aan Bray en Fassaroe, het plan Luas B2, is nog in ontwikkeling. Het B2 plan is in fase 3: ontwerp route en haltes. Wanneer opgeleverd zou de nieuwe terminus van de Green Line bij een halte van de DART in Bray liggen en op die manier de LUAS verbinden met de andere belangrijke stads-spoorlijn de DART, Cummuter en de Intercity richting Wexford. Voor de personeelsleden van de bedrijven in Cherrywood rijdt er 's ochtends en aan het begin van de avond een gratis pendelbus naar een DART station vlak bij Bray.